# Château d'Ardannes
Le château d'Ardannes (ou d'Ardennes) est un ancien château fortifié situé sur la commune de Corzé, en Maine-et-Loire.

## Localisation
Commune de Corzé (Maine-et-Loire), juste à côté de la ville de Seiches-sur-le-Loir.

## Histoire
La seigneurie d'Ardannes existe depuis le XIVe siècle, où Jean Richard, son propriétaire, le cède à Jean de Cherbaye. Michel de Cherbaye, notaire et secrétaire du roi, en est propriétaire en 1472.
Le 10 avril 1731, Marie de Cherbaye y épouse dans la chapelle Thomas de la Croix, sieur de Richelieu. Leur fils, Louis-Thomas-Joseph-Alexandre, possède le château à la Révolution.
Au XIXe siècle, Mr. de la Noüe y cultive le mûrier et établit une magnanerie produisant entre 100 et 150 livres de soie. Celle-ci est abandonnée en 1826.
Pendant la guerre de 1939/1945, les Allemands ont occupé le château et ont causé quelques dommages, et à la suite de cette guerre le château à du être raboté, tandis que la structure du donjon est resté la même. Cette propriété appartient à la famille Martin de Vauxmoret 

## Architecture
De l'édifice du XIVe siècle, il reste le donjon, aujourd'hui poterne flanquée de deux tours rondes et d'une troisième à pans coupés hébergeant un escalier.
Le château en lui-même est un bâtiment de style Louis XIII.

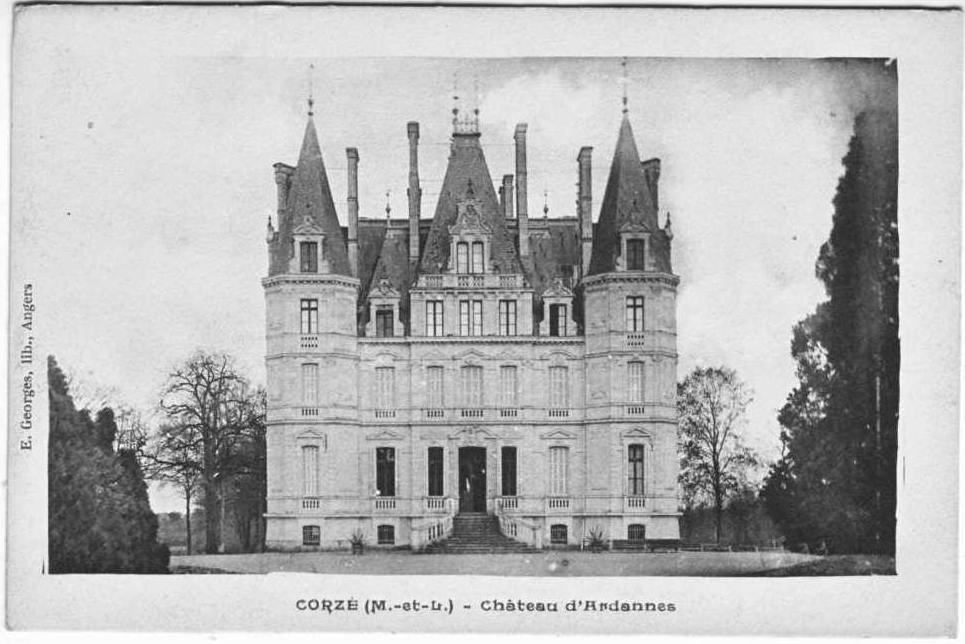
Château moderne vue de face.
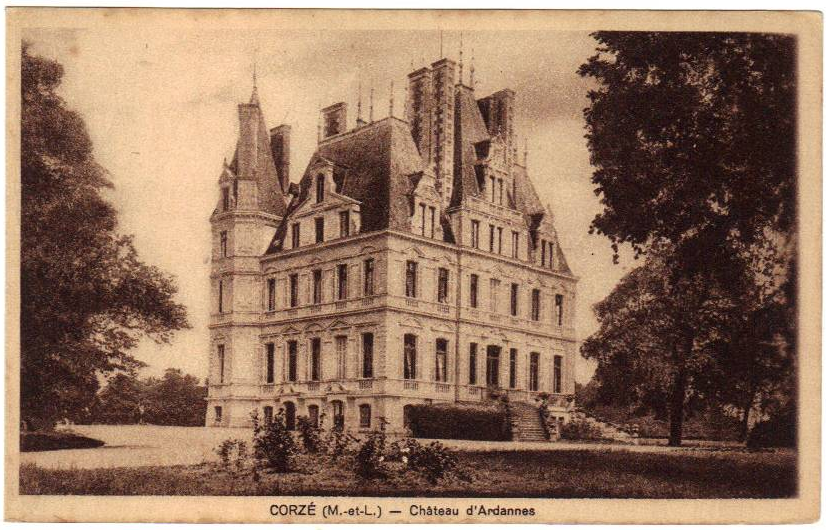
Arrière du château moderne.
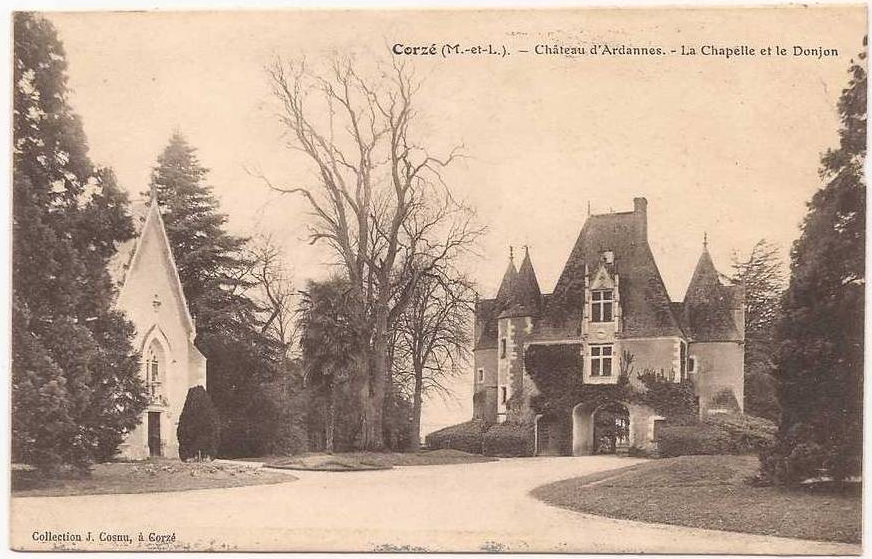
Donjon-poterne et chapelle.
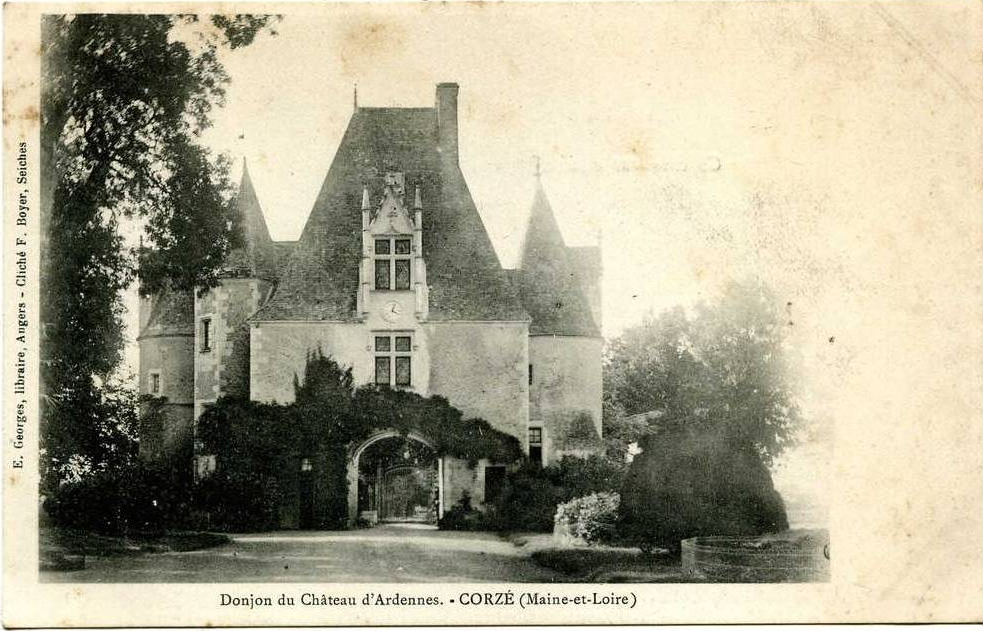
Donjon-poterne.

## Sources